# Mikolajiv
Mikolajiv ili Nikolajev (ukr. Миколаїв, rus. Николаев) je grad i luka u južnoj Ukrajini i središte Mikolajivske oblasti. U Ruskom Carstvu grad je bio poznatiji kao Nikolajev. Mikolajiv je uz grad Odesu jedno od ključnih ukrajinskih pomorskih središta, i jedno od većih trgovačkih središta na Crnom moru.

## Zemljopis
Grad se nalazi 65 km od Crnog mora uz ušće rijeke Južni Bug u koju se ulijeva rijeku Ingul. Odesa se nalazi 100 kilometara zapadno, a lučki grad Herson 60 kilometara jugoistočno.

## Povijest
Grad je osnovao 1789. godine knez Grigorij Aleksandrovič Potemkin u guberniji Nova Rusija, u početku kao brodogradilište grad se zove jednostavno  Novo brodogradilišta na rijeci Ingul. Knez Potemkin je dao da se izgraditi brodogradilište 27. kolovoza 1789. godine, taj datum se smatra rođendanom grada. Brodogradilište je upočetku radilo na popravaku ratnih brodova iz Rusko-turskog rata (1787-1792). Kasnije Potemkin je naredio da se brodogradilište preimenuje u Nikolajev u spomen na datum kada je osvojio grad Očakiv, grad je osvojen 6. prosinca 1788., u blizini blagdana svetog Nikole, (19. prosinca Sveti Nikola se slavi po Ruskom pravoslavnom kalendaru).
Povijest grada je oduvijek bila usko povezana s brodogradnjom.

## Stanovništvo
Po službenom popisu stanovništva iz 2001. godine, grad je imao oko 514.100 stanovnika, prema procjeni stanovništva iz 2008. godine grad je imao 505.900 stanovnika.

### Poznate osobe
- Stepan Makarov

## Gradovi prijatelji
- Galaţi, Rumunjska
- Pleven, Bugarska
- Malo Trnovo, Bugarska
- Bordžomi, Gruzija
- Lyon, Francuska
- Tianjin, Kina
- Sankt-Peterburg, Rusija
- Moskva, Rusija[4]
- Petrozavodsk, Rusija
- Trst, Italija
- Feodosija, Ukrajina
- Bursa, Turska
- Tiraspol, Moldova

## Vanjske poveznice
- Službena stranica grada  Arhivirana inačica izvorne stranice od 16. listopada 2008. (Wayback Machine)

### Ostali projekti
|  | Zajednički poslužitelj ima još gradiva o temi Mykolajiv |